# سيدني د. ميتشيل
سيدني د. ميتشيل (بالإنجليزية: Sidney D. Mitchell)‏ هو مؤلف موسيقى تصويرية وكاتب أغاني وملحن وشاعر أمريكي، ولد في 15 يونيو 1888 في بالتيمور في الولايات المتحدة، وتوفي في 25 فبراير 1942 في لوس أنجلوس في الولايات المتحدة.

## وصلات خارجية
- سيدني د. ميتشيل على موقع IMDb (الإنجليزية)
- سيدني د. ميتشيل على موقع ألو سيني (الفرنسية)
- سيدني د. ميتشيل على موقع ميوزك برينز (الإنجليزية)
- سيدني د. ميتشيل على موقع أول موفي (الإنجليزية)
- سيدني د. ميتشيل على موقع قاعدة بيانات برودواي على الإنترنت (الإنجليزية)
- سيدني د. ميتشيل على موقع قاعدة بيانات الأفلام السويدية (السويدية)
- سيدني د. ميتشيل على موقع قاعدة بيانات الأفلام السويدية (السويدية)
- سيدني د. ميتشيل على موقع ديسكوغز (الإنجليزية)
- سيدني د. ميتشيل على موقع قاعدة بيانات الفيلم (الإنجليزية)
- سيدني د. ميتشيل على موقع كينوبويسك (الروسية)